# Achoerodus
Achoerodus és un gènere de peixos de la família dels làbrids i de l'ordre dels perciformes que inclou dues espècies: Achoerodus gouldii  (Richardson, 1843) i Achoerodus viridis (Steindachner, 1866)